# Žuta lužarka
Žuta lužarka (babaluška, brnduša, miholjica žuta, lat. Sternbergia lutea), vrsta jednosupnice iz porodice zvanikovki. Jedna je od dvije vrste lužarki koje rastu i u Hrvatskoj.
Raširena je po Mediteranu od Španjolske na istok sve do Srednje Azije.
Žuta lužarka je višegodišnja zeljasta lukovičasta biljka čija stabljika naraste do 30cm visine. Cvjetovi su krupni, žute boje (lutea = žut). Plod je mesnata kapsula sa sitnim sjemenkama. Uzgaja se i kao ukrasna biljka.